# Powers Boothe
Powers Allen Boothe (Snyder, Texas; 1 de junio de 1948 - Los Ángeles, California; 14 de mayo de 2017) fue un actor estadounidense de cine, teatro y televisión. Sus papeles más notables incluyen su interpretación ganadora del Emmy del predicador Jim Jones en la película Guyana Tragedy: The Story of Jim Jones y sus papeles en la televisión como el detective Philip Marlowe en los años 80. Otros papeles destacados de Boothe incluyen el de Cy Tolliver en la serie Deadwood, "Curly Bill" Brocius en la película Tombstone, el del vicepresidente y posteriormente presidente Noah Daniels en la serie 24 y como Lamar Wyatt en Nashville.

## Primeros años
Powers Boothe, el menor de tres hijos, nació en una granja en la localidad de Snyder, en el condado de Scurry, Texas, siendo su madre Emily Kathryn (de soltera Reeves) y su padre Merrill Vestal Boothe, quien trabajaba como ranchero.

## Carrera profesional
Algunos de sus papeles más notables incluyen el del ingeniero Bill Markham en La selva esmeralda (1985), de John Boorman, el papel del reverendo Jim Jones en la película Guyana Tragedy: The Story of Jim Jones (1980), el del forajido "Curly Bill" Brocius en Tombstone (1993), Cy Tolliver en Deadwood, el senador Roark en Sin City y el del vicepresidente Noah Daniels en 24. Además, entre 2015 y 2016, participó en once episodios de la tercera temporada de la serie de la cadena ABC Agents of S.H.I.E.L.D., en el papel del villano Gideon Malick, un líder histórico de Hydra, repitiendo este rol a partir de una breve participación en la película de 2012 The Avengers, donde interpretó al mismo Malick, aunque en la película se hace pasar por un miembro del Consejo de Seguridad Mundial.

## Vida personal
Boothe se casó con su novia del colegio, Pamela Ann Cole, en 1969. Juntos tuvieron dos hijos, Parisse y Preston.

## Muerte
Powers Boothe murió mientras dormía en la mañana del 14 de mayo de 2017 a causa de un cáncer de páncreas que tenía desde hacía casi tres años. Tenía 68 años.

## Filmografía

### Cine
| Año  | Título                                | Personaje                                 | Observaciones                                                                                    |
| ---- | ------------------------------------- | ----------------------------------------- | ------------------------------------------------------------------------------------------------ |
| 1977 | The Goodbye Girl                      | Actor en la representación de Ricardo III |                                                                                                  |
| 1980 | Cruising                              | Vendedor de pañuelos                      |                                                                                                  |
| 1980 | The Cold Eye (My Darling, Be Careful) |                                           |                                                                                                  |
| 1981 | Southern Comfort                      | Hardin                                    |                                                                                                  |
| 1984 | A Breed Apart                         | Mike Walker                               |                                                                                                  |
| 1984 | Red Dawn                              | Teniente coronel Andrew 'Andy' Tanner     |                                                                                                  |
| 1985 | The Emerald Forest                    | Bill Markham                              |                                                                                                  |
| 1987 | Extreme Prejudice                     | Cash Bailey                               |                                                                                                  |
| 1988 | Sapphire Man                          | Ryan                                      | Cortometraje                                                                                     |
| 1989 | Stalingrad                            | General Vasily Chuikov                    |                                                                                                  |
| 1992 | Rapid Fire                            | Mace Ryan                                 |                                                                                                  |
| 1993 | Tombstone                             | William "Curly Bill" Brocius              |                                                                                                  |
| 1994 | Blue Sky                              | Vince Johnson                             |                                                                                                  |
| 1995 | Mutant Species                        | Frost                                     |                                                                                                  |
| 1995 | Sudden Death                          | Joshua Foss                               |                                                                                                  |
| 1995 | Nixon                                 | Alexander Haig                            | Nominado - Premio del Sindicato de Actores a la Actuación destacada de un elenco en largometraje |
| 1997 | Con Air                               | Oficial en la ceremonia de despedida      | Papel de voz                                                                                     |
| 1997 | U Turn                                | Sheriff Potter                            |                                                                                                  |
| 2000 | Hombres de honor                      | Capitán Pullman                           |                                                                                                  |
| 2001 | Frailty                               | Agente del FBI Wesley Doyle               |                                                                                                  |
| 2005 | Sin City                              | Senador Roark                             |                                                                                                  |
| 2006 | Superman: Brainiac Attacks            | Lex Luthor                                | Papel de voz                                                                                     |
| 2007 | The Final Season                      | Jim Van Scoyoc                            |                                                                                                  |
| 2008 | Edison and Leo                        | George T. Edison                          | Papel de voz                                                                                     |
| 2010 | MacGruber                             | Coronel Jim Faith                         |                                                                                                  |
| 2011 | Guns, Girls and Gambling              | El ranchero                               |                                                                                                  |
| 2012 | The Avengers                          | Gideon Malick                             |                                                                                                  |
| 2013 | Straight A's                          | Padre                                     |                                                                                                  |
| 2014 | Sin City: A Dame to Kill For          | Senador Roark                             |                                                                                                  |

### Televisión
| Año       | Título                                                 | Rol                            | Notas |
| --------- | ------------------------------------------------------ | ------------------------------ | --- |
| 1980      | Skag                                                   | Whalen                         | 6 episodios |
| 1980      | The Plutonium Incident                                 | Dick Hawkins                   | |
| 1980      | Guyana Tragedy: The Story of Jim Jones                 | Jim Jones                      | Premio Primetime Emmy al mejor actor - Miniserie o telefilme |
| 1980      | A Cry for Love                                         | Tony Bonnell                   | |
| 1983-1986 | Philip Marlowe, Private Eye                            | Philip Marlowe                 | 11 episodios Nominado-CableACE Award al Mejor actor en una presentación dramática (1983)                                                                                    |
| 1987      | Into the Homeland                                      | Jackson Swallow                | Nominado—CableACE Award al Mejor actor en una película o miniserie |
| 1990      | Family of Spies                                        | John Anthony Walker Jr.        | |
| 1990      | By Dawn's Early Light                                  | Cassidy                        | |
| 1992      | National Geographic: Eternal Enemies: Lions and Hyenas | Documental; narrador           | |
| 1992      | Wild Card                                              | Predicador                     | |
| 1993      | Marked for Murder                                      | Mace 'Sandman' Moutron         | |
| 1994      | Web of Deception                                       | Dr. Philip Benesch             | |
| 1996      | Dalva                                                  | Sam                            | |
| 1997      | True Women                                             | Bartlett McClure               | |
| 1998      | The Spree                                              | Det. Bram Hatcher              | |
| 1999      | Joan of Arc                                            | Jacques d'Arc                  | |
| 1999      | A Crime of Passion                                     | Dr. Ben Pierce                 | |
| 2001      | Atila, rey de los hunos                                | Flavio Aecio                   | |
| 2003      | Second Nature                                          | Kelton Reed                    | |
| 2002-2006 | Liga de la Justicia                                    | Gorilla Grodd / Tornado Rojo   | Papel de voz; 9 episodios |
| 2004-2006 | Deadwood                                               | Cy Tolliver                    | 34 episodios Nominado—Premio del Sindicato de Actores al Mejor reparto en una serie de drama (2007)                                                                         |
| 2006      | National Geographic: Lions v. Hyenas                   | Documental; narrador           | 1 episodio |
| 2007      | 24                                                     | Vicepresidente Noah Daniels    | 14 episodios |
| 2008      | 24: Redemption                                         | Presidente Noah Daniels        | Película para televisión |
| 2011-2013 | The Looney Tunes Show                                  | Leslie Hunt                    | Papel de voz; 4 episodios |
| 2012      | Hatfields & McCoys                                     | Juez Valentine 'Wall' Hatfield | |
| 2012-2014 | Nashville                                              | Lamar Wyatt                    | Personaje regular; temporada 1 Personaje de apoyo; temporada 2; 26 episodios Nominado—Premio Satellite al Mejor actor de reparto en una serie, miniserie o telefilme (2012) |
| 2015-2016 | Agents of S.H.I.E.L.D.                                 | Gideon Malick                  | 11 episodios |
| 2015      | To Appomattox                                          | Albert Sidney Johnston         | Miniserie; 3 episodios |
| 2015      | Moonbeam City                                          | Eo Jaxxon                      | Papel de voz; episodio: "Glitzotrene: One Town’s Seduction" |

### Videojuegos
| Año  | Título             | Rol             | Notas        |
| ---- | ------------------ | --------------- | ------------ |
| 2005 | Area 51            | Mayor Bridges   | Papel de voz |
| 2008 | Turok              | Roland Kane     | Papel de voz |
| 2012 | Hitman: Absolution | Benjamin Travis | Papel de voz |